# آیی، مرن
آیی (به فرانسوی: Ay) یک کمون پیشین در مرن در شمال‌شرقی فرانسه است.
آیی ۱۰٫۴۳ کیلومتر مربع مساحت و ۳٬۹۷۸ نفر جمعیت دارد و ۷۶ متر بالاتر از سطح دریا واقع شده‌است.

## خواهرخوانده
شهر بسیگهایم خواهرخواندهٔ آیی هست.